# Mérenvielle
Mérenvielle (okzitanisch: Merenvièla) ist eine südfranzösische Gemeinde in der Region Okzitanien im Département Haute-Garonne. Die Gemeinde liegt im Arrondissement Toulouse und gehört zum Kanton Léguevin. Mérenvielle hat 480 Einwohner (Stand: 1. Januar 2022), die Mérenviellois(es) genannt werden.

## Geografie
Mérenvielle liegt etwa 23 Kilometer westnordwestlich von Toulouse. Umgeben wird Mérenvielle von den Nachbargemeinden Lasserre-Pradère im Norden und Osten, Léguevin im Osten und Südosten, Pujaudran im Süden, L’Isle-Jourdain im Westen und Südwesten sowie Ségoufielle im Westen.

## Bevölkerungsentwicklung
| Jahr                       | 1962 | 1968 | 1975 | 1982 | 1990 | 1999 | 2006 | 2017 |
| -------------------------- | ---- | ---- | ---- | ---- | ---- | ---- | ---- | ---- |
| Einwohner                  | 166  | 151  | 131  | 204  | 223  | 401  | 457  | 486  |
| Quellen: Cassini und INSEE |      |      |      |      |      |      |      |      |

## Sehenswürdigkeiten
- Kirche Saint-Pierre